# قدرت شیطان
قدرت شیطان (فرانسوی: Le pouvoir du mal‎) فیلمی درام به کارگردانی کشیشتف زانوسی است که در سال ۱۹۸۵ منتشر شد. از بازیگران آن می‌توان به ویتوریو گاسمن، ماری-کریستین بارو، رف ولونه، ووجیمیژ پرس و هارک بوم اشاره کرد.